# Selve (Obstbau)

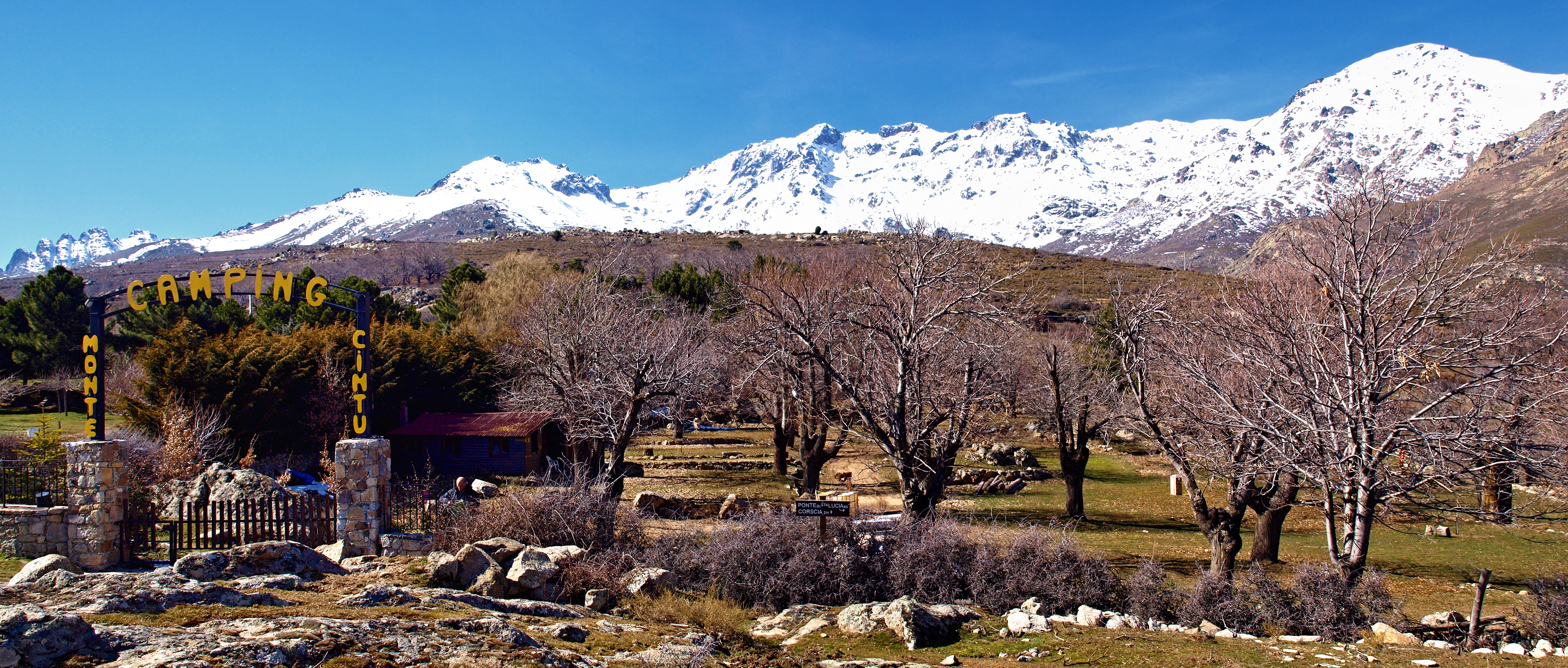
Kastanien-Selve auf Korsika (Region Niolu), als Campingplatz genutzt

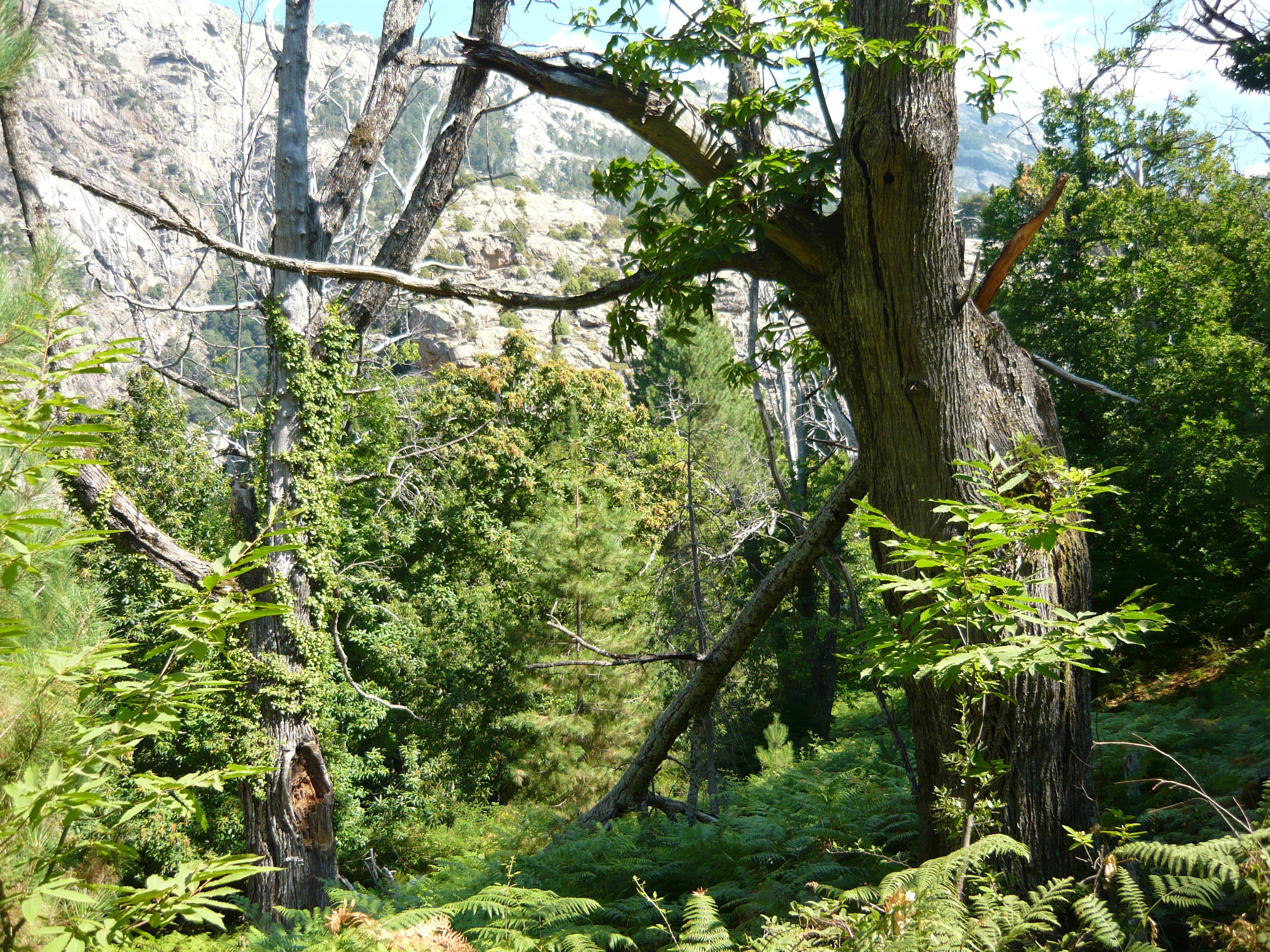
Nicht mehr bewirtschaftete Edelkastanienselve auf Korsika

Eine Selve ist eine Hochstammobstanlage aus veredelten Edelkastanien. Die Bezeichnung ist unter anderem auf der Alpensüdseite und auf Korsika verbreitet, sie leitet sich vom italienischen selva (vgl. lateinisch silva) für „Wald“ ab. Meist handelt es sich um lockere Haine, die umfriedet sind und oft kleinbäuerlich oder genossenschaftlich genutzt und gepflegt werden. 
Die Selven wurden vielfältig genutzt. Unter den Bäumen mähte man das Gras im späten Frühjahr, im Sommer weidete man dann das Vieh im Schatten der großen Bäume. Hoch oben wuchsen die Maroni ungestört heran, um im September und Oktober zu reifen. Zum Herbst hin waren die Selven dann „sauber“, sodass die herabfallenden Kastanien als sogenannte „Plumpsfrüchte“ problemlos aufgelesen werden konnten. Weidendes Vieh oder eindringende Wildschweine waren spätestens dann in den Selven unerwünscht. Die Laubstreu nutzte man als Stalleinstreu. Die Streunutzung war noch im 19. und frühen 20. Jahrhundert eine wesentliche Nebennutzung in europäischen Wäldern, aber auch der Selven. Außerdem wirkte man so einer möglichen Versauerung des Bodens entgegen. Das Holz aus der Baumpflege diente schließlich als Brenn- und Bauholz. Voraussetzung für diese vielfältige Nutzung ist ein lichter Baumbestand und eine intensive Pflege. 
Diese Bewirtschaftungsform ist arbeitsintensiv und daher nach wie vor rückläufig. Mit dem Ende der traditionellen Landwirtschaft und der Landflucht verloren die Selven an Bedeutung und bewaldeten sich vielerorts.
Mancherorts werden die Selven wiederbelebt, weil sie einen hohen Stellenwert in der montanen Kulturlandschaft genießen. Lehrpfade, sogenannte „Kastanienwege“ entstanden wie beispielsweise im schweizerischen Bondo-Castasegna (Bregaglia) im Bergell, Arosio im Tessin, Weggis am Vierwaldstättersee, Murg am Walensee sowie in Fully im Unterwallis und auf Korsika in Évisa (Département Corse-du-Sud).